# بيت كار
بيت كار (بالإنجليزية: Pete Carr)‏ هو منتج أسطوانات وعازف قيثارة وموسيقي وملحن أمريكي، ولد في 22 أبريل 1950 في دايتونا بيتش في الولايات المتحدة.

## وصلات خارجية
- الموقع الرسمي